# Yang Kaihui
Yáng Kāihuì (forenklet kinesisk: 杨开慧; traditionelt kinesisk: 楊開慧; stilnavn: Yúnjǐn (forenklet kinesisk: 云锦; traditionelt kinesisk: 雲錦); 6. november 1901 - 14. november 1930) var Mao Zedongs anden kone; parret blev gift i 1920. De fik tre børn sammen; Mao Anying, Mao Anqing og Mao Anlong. Hendes far var Yang Changji, som var leder af Hunan First Normal School og en af Maos yndlingslærere.